# Piperoksan
Piperoksan (benodain) je lek koji je bio privi otkriveni antihistaminik. Ovo jedinjenje je izvedeno iz benzodioksana tokom ranih 1930-ih. Inicijalno je ispitivano kao blokator α-adrenergičkog receptora. Kasnije je pokazano da ono takođe deluje kao antagonist histaminom indukovanog bronhospazma kod morskih prasića. Bovet je nagrađen Nobelovom nagradom za fiziologiju ili medicinu 1957. za njegov doprinos. Jedan od njegovih studenata je objavio prvu SAR studiju antihistamina 1939. godine.

## Literatura
- Williams, David H.; Lemke, Thomas L.; Foye, William O. (2008). Foye's principles of medicinal chemistry. Hagerstwon, MD: Lippincott Williams & Wilkins.  0-7817-6879-9.
- Scriabine, Alexander; Landau, Ralph; Achilladelis, Basil (1999). Pharmaceutical innovation: revolutionizing human health. Philadelphia: Chemical Heritage Press.  0-941901-21-1.
- Williams, David H.; Lemke, Thomas L.; Foye, William O. (2008). Foye's principles of medicinal chemistry. Hagerstwon, MD: Lippincott Williams & Wilkins.  0-7817-6879-9.
- Scriabine, Alexander; Landau, Ralph; Achilladelis, Basil (1999). Pharmaceutical innovation: revolutionizing human health. Philadelphia: Chemical Heritage Press.  0-941901-21-1.